# タレントゥム攻城戦 (紀元前209年)
第二次タレントゥム攻城戦（タレントゥムこうじょうせん）は、第二次ポエニ戦争中の紀元前209年に発生した戦いで、ローマがタレントゥム（現在のターラント）をカルタゴから奪回した。タレントゥムはローマを裏切り、紀元前213年-紀元前212年の戦いでカルタゴ軍を招きいれ、ローマの守備兵・一般人が共に殺されていた（第一次タレントゥム攻城戦）。多くの歴史家が記述するように、この時のハンニバルの行動は、タレントゥム市民に対する直接的な軍事行動ではなく、ローマに反感を持つギリシャ系市民との協調行動であった。しかし、今回は一部傭兵がローマに寝返った。

## 背景
クィントゥス・ファビウス・マクシムスが採用した持久戦略のため、ハンニバルはローマ軍及びその同盟国軍に対して、軍事的に明確な勝利を得ることが難しくなっており、占領地域を支配するために小規模な戦闘を続けていた。また多方面でのローマ軍の軍事行動に対応せざるを得ず、紀元前212年のシュラクサイ包囲戦、紀元前211年のカプア包囲戦では十分な兵力を運用できず、カルタゴは敗北していた。同じころ、イベリア半島ではハスドルバルがグナエウス・コルネリウス・スキピオ・カルウスとプブリウス・コルネリウス・スキピオを戦死させていたが（バエティス川の戦い）、プブリウスの息子（後のスキピオ・アフリカヌス）が弱冠25歳で特例としてインペリウムを与えられていた。
紀元前212年にハンニバルはタレントゥムを占領していたが、港口にあるローマ軍の要塞は陥とすことができず、ローマ軍は海路補給を受けることができた。このため、タレントゥムはカルタゴ本国からの補給拠点として十分活用することはできなかった。紀元前211年の夏の終わりにカプアが陥落したが、カルタゴ艦隊はシチリアからタレントゥムに移動し、タレントゥム要塞に物資を運び入れるローマ艦隊を阻止しようとした。しかし、封鎖が長引くと、ローマ側だけでなくカルタゴ側の物資も不足し始めた。貯蓄されている穀物は、タラントゥム市民だけでなく艦隊乗員用としても不足していた。このため、カルタゴ艦隊が封鎖を解いてタレントゥムを離れると、市民はその到着時と同様に喜んだ。
紀元前210年、ローマ元老院はタレントゥムのことを忘れてはおらず、マルクス・オグリニウスとプブリウス・アクィリウスがエトルリアに派遣され、タレントゥムに運ぶための大量の穀物を買い入れ、数千のローマ兵とそれと同数の同盟国軍兵士が穀物と共にタレントゥムの要塞に派遣された。
紀元前209年には、クィントゥス・フルウィウス・フラックスとクィントゥス・ファビウス・マクシムスが執政官に選出された。ファビウスはローマの軍人としては唯一ハンニバルに対抗できていたが、60歳になって5回目の執政官就任であった。
フラックスがイルピニア（en）とルカニア（en）でカルタゴの同盟都市と戦っている間、ファビウスはタレントゥム奪還のための軍を組織していた。南イタリアの他の地域で陽動攻撃を行い、タレントゥムからカルタゴ軍を引き離す計画であった。このため、ファビウスは前年の執政官であるマルクス・クラウディウス・マルケッルスに、8,000の傭兵部隊を率いてブルティウムで軍事行動を起こさせマンドゥーリアを奪取した。これによりタレントゥムとブリンディジの連絡が確保された。

## 包囲戦

### 地理
ポリュビオスによると、シチリア海峡を越えたレギオン（現在のレッジョ・ディ・カラブリア）からタレントゥムまでの距離は1,000スタディオン以上あったが、その間にタレントゥム以外の港は一つもなかった。このため、海岸沿いに航行するシチリアまたはギリシャからの船は、タラントゥムに寄港せざるを得ず、イタリアのこの地域の貿易・商業の中心地として栄えていた。また、ポリビュオスはアドリア海側の港と比較しても良好であったとしている。この戦略的重要性のため、ファビウスはタレントゥムの奪回を計画した。

### ローマの攻撃
マルケッルスと戦うためにハンニバルはカルタゴ軍を率いて出撃し、カヌシウム（現在のアスコリ・サトリアーノ）で激突した（カヌシウムの戦い）。他方ファビウスはタレントゥムを海陸から攻撃するための準備を行っていた。このとき、タレントゥムの防衛に従事していたブルジオ・フィリメノの率いる傭兵隊と接触する機会があったが、彼らはローマ側に付くことを密かに決定していた。なお、プルタルコスによると、裏切ったのは司令官のカルタロであるとされている。
ローマ軍がタレントゥムを包囲しているとき、カルタゴ海軍のボミルカルが艦隊を率いて封鎖突破を試みた。しかし、封鎖は厳重であり、自軍の食料も不足したためタレントゥムを離れざるを得なかった。
包囲開始6日後にローマ軍の総攻撃が実施された。ローマ軍は2箇所から攻撃を行った。市の北西から陽動攻撃を行い、主力はフィリメノの兵士が守る城壁の東側から攻撃を行った。その部分の城壁と城門を制圧し、ローマ軍は市内に突入した。戦闘は短時間で終わり、カルタゴ軍の司令官であったカルタロも戦死した。その後市内の略奪が行われた。
ハンニバルはローマ軍の攻撃を警戒しており、軍を率いてタレントゥムに戻った。しかし既に街は陥落しておりローマ兵が守備についていた。ハンニバルはメタポントゥム（現在のベルナルダのメタポント）に撤退した。

### その後
カルタゴ軍兵士は全員が殺された。ローマ兵は一部の傭兵がローマに加担したことを知らず、ローマに降伏した傭兵もまた殺された。続いて、タレントゥムが保有していた艦船が全て沈められた。その後ファビウスはローマに戻り、凱旋式を実施する栄誉を受けた。
タレントゥムはその後も自治都市として存続したが、市民のほとんどが奴隷として売られた。ローマは多くの戦利品を得、カルタゴはアプリアの実質的な支配権を失った。